# Хворостьянова, Елена Викторовна
Хворостьянова Елена Викторовна — российская филолог и стиховед, теоретик и историк литературы.

## Биография в свете научной работы
Родители — советские служащие. Окончила школу, в 1979 году стала студенткой русского отделения филологического факультета Ленинградского ордена Ленина и ордена Трудового Красного Знамени государственного университета (ЛГУ) имени А. А. Жданова. В годы учёбы посещала стиховедческий семинар учёного-филолога В. Е. Холшевникова, занималась теорией поэзии. Под его руководством в 1984 году защитила дипломную работу «Эпиграммы Д. Д. Минаева», как результат анализа пародийного и эпиграмматического творчества поэтов некрасовской школы, которым она занималась в 1983—1985 гг.
Окончив ЛГУ, решила продолжить научную работу и поступила в аспирантуру ИРЛИ РАН. Под руководством В. А. Туниманова подготовила и в 1988 году защитила кандидатскую диссертацию «Русская литературная пародия 80-90-х гг. XIX в.».
Место работы с 1987 г. — кафедра истории русской литературы филологического факультета ЛГУ / СПбГУ, где стала читать лекции по истории русской литературы второй половины XIX в. Проводила сначала практические, а потом и лекционные занятия в рамках курсов «Теория литературы», «Поэтика и стилистика», «Введение в литературоведение».
Проводила спецсеминары по темам «Вторичные литературные явления» и, несколько позже, — «Поэтика ритма». В составе инициативной группы в начале 1990-х приняла участие в разработке лекционно-практического цикла курсов «Теория литературы», включившего такие дисциплины как «Введение в литературоведение», «Стилистика и риторика», «Композиция и структура текста», «Герменевтика» (искусство толкования) и собственное авторское «Стиховедение».
После отработки и внедрения цикла по теории литературы читала специальные предметы «Стиховедение начала XX в.: наука и научная мифология», «Герменевтика стиха», «Русский стих: поэтическая теория и практика» и некоторые другие. Для студентов, магистрантов и аспирантов различных отделений филологического факультета организовала особый семинар на «злобу дня»: «Современные проблемы описания ритмической структуры стихотворного текста».
С середины 1990-х Елена Викторовна приоритетным выбрала объёмное изучение проблем теории и истории стиха, занявшее годы. Так, народным российским заговорам и причитаниям посвящены стиховедческие исследования:
- «Стих причитаний Русского Севера и проблема описания народного стиха» (1998),
- «Ритмический строй севернорусских заговоров» (2004) и другие.

Вкладом в пушкинистику явились исследования сонетов и драматических произведений А. С. Пушкина:
- «Ритм трагедии А. С. Пушкина „Борис Годунов“» (2000),
- «„Русские сонеты“ А. С. Пушкина (К проблеме пушкинской строфики)» (2002),
- «Ошибка Сальери (О риторической функции музыкальных цитат в трагедии А. С. Пушкина „Моцарт и Сальери“)» (2003).

Автометаописательной прозе, лирике и эпосу начала XX века посвящены следующие работы Хворостьяновой:
- «Жест смысла»: Инвариантные структуры ритма как семантический принцип поэмы М. Цветаевой «Молодец»" (1996),
- «Мистификация в творческой автобиографии (Марина Цветаева — Андрей Белый)» (1999),
- «Стопа в русской силлаботонике: К проблеме „Иванов-стиховед и Иванов-стихотворец“» (2010),
- «„Экспериментальная этетика“ Андрея Белого и проблема герменевтики стиха» (2011).

Лирика поэтов второй половины XX века рассматривается в работе «Лирика Андрея Битова» (2007), а проблема соотношения имманентной и сформулированной поэтики в статьях:
- «Проблема поэтической эквивалентности в русской литературе XVIII в. (две редакции „Россиады“ М. М. Хераскова» (2004),
- «Реформа русского стиха: теория и практика. Позиция Тредиаковского» (2004) и другие.

В начале 2000-х Елена Викторовна внесла свою значительную лепту в дело подготовки энциклопедий: для «Российского гуманитарного энциклопедического словаря» и энциклопедии «Три века СПб. Осьмнадцатое столетие» (2001) составлено более 90 стиховедческих статей. В 2002 году вышла первая монография Хворостьяновой, посвящённая поэту петербургского андеграунда Олегу Григорьеву — она же стала и первым научным исследованием его лирики. Вторая монография вышла в 2008 году — в ней автор предлагает концепцию исторических типов развития русского стиха. Эта монография стала основой докторской диссертации Хворостьяновой «Ритмическая композиция русского стиха: Историческая типология и семантика», которую автор защитила в СПбГУ в 2009 году.
Возрождению традиций составления справочных изданий по русскому стиху XVIII—XX вв. Елена Викторовна посвятила свою научную работу во второй половине 2000-х, и первым приоритетом она поставила метрико-строфические справочники и научные словари рифм. Для подготовки первых научных описаний строфики, метрики, ритмики и рифмы поэзии Петербурга XVIII—XX вв. Хворостьянова организовала при ИФИ СПбГУ научно-практический семинар «Стиховедение»: были выпущены работы:
- «Петербургская стихотворная культура: Материалы по метрике, строфике, ритмике петербургских поэтов» (2008),
- «Петербургская стихотворная культура — II: Материалы по метрике, строфике, рифме петербургских поэтов» (2013).

Концепции первого полного метрико-строфического справочника и первого научного словаря рифм были не только предложены, но и практически воплощены Хворостьяновой в рамках сотрудничества с ИРЛИ РАН в конце 2000-х — начале 2010-х гг.
История стиховедческой науки относится ко второму направлению научной деятельности учёного. Так, в 1990-х — 2000-х к переизданию подготовлены исправленные и дополненные учебные пособия В. Е. Холшевникова "Основы стиховедения: Русское стихосложение (1996 — 3- изд., 2002 — 4-е изд., 2004 — 5-е изд.),
а также работа «Мысль, вооружённая рифмами», 3-е издание которой вышло в 2005 году. Хворостьянова также опубликовала переписку известного стиховеда XX века К. Ф. Тарановского с В. Е. Холшевниковым, написала вступительные статьи и примечания к сборнику стиховедческих статей Б. В. Томашевского («Избранные работы о стихе» (2008) и к сборнику научных статей по стихосложению М. В. Ломоносова:
- Словарь языка М. В. Ломоносова. Материалы к словарю. Вып. 1. Исследования и материалы по стихосложению М. Ломоносова, 2010,
- Словарь языка М. В. Ломоносова. Вып. 2: Метрико-строфический справочник к произведениям М. В. Ломоносова, Лалетина О. С., Хворостьянова Е. В., 2010,
- Словарь языка М. В. Ломоносова. Вып. 3: Словарь рифм М. В. Ломоносова: лексикон стихотворных окончаний / сост.: Е. А. Захарова и др.; отв. ред.: С. С. Волков, Е. В. Хворостьянова, 2011,
- Словарь языка М. В. Ломоносова. Вып. 4: Словарь рифм М. В. Ломоносова: обратный словарь рифменных сегментов и безрифменных окончаний. Указатели / сост.: Е. А. Захарова и др.; отв. ред. С. С. Волков, Е. В. Хворостьянова, 2011.

2010 год ознаменовался двумя круглыми датами в русской филологии: 100-летиями со дня рождения В. Е. Холшевникова и появлению в печати монографии Андрея Белого «Символизм», заложившей фундамент новой стиховедческой модели исследования. Благодаря стараниям Хворостьяновой на филологическом факультете СПбГУ в 2010 году была организована Международная научная конференция «Отечественное стиховедение: 100-летние итоги и перспективы развития», по докладам которой в этом же году был подготовлен и опубликован одноименный сборник статей.
Научные интересы Хворостьяновой не ограничиваются вышеперечисленными темами; она занимается также культурологическими аспектами человеческой деятельности и проблемами поэтики текста, результатом исследования которых явились следующие статьи 2000-х годов:
- «Женщина как источник социальной угрозы в русском романе XIX в.» (2002),
- «Имя кыси: сюжет, композиция, повествователь романа Татьяны Толстой „Кысь“» (2002),
- «„Дон Кихот“ против Дон Кихота в общественном романе М. Е. Салтыкова-Щедрина» (2005) и другие.

Рейтинг профессора Е. В. Хворостьяновой на филологическом факультете СПбГУ, кафедра истории русской литературы, по состоянию на 01.07.2024 оценивется по четырем критериям: 67 публикаций, 6 заявок, 15 грантов, 5 проектов. В 2019 году — член редколлегии научного журнала «Вестник Оренбургского государственного университета (ОГУ). Серия: Филология. Журналистика»
Участник многих научных филологических конференций, в том числе в качестве председателя, например.
В 2019 году, наряду с другими профессорами СПбГУ, записала лекции для прослушивания в аудиоформате.
Идентификатор исследователя на сайте ORCID: M-9566-2013.

## Труды

### Монографии
- Хворостьянова Е. В. Поэтика Олега Григорьева. — СПб.: Гуманитарная академия, 2002. — 156 с. — ISBN 5-9376201-78, 9-7859376201-70.
- Хворостьянова Е. В. Условия ритма: историко-типологические очерки русского языка. — СПб.: Русской христианской гуманитарной академии, 2008. — 461 с. — ISBN 5-8881234-71, 9-7858881234-78.

### Некоторые публикации
- Е. Хворостьянова. "Забытый смех" // Александр Измайлов. Кривое зеркало: Книга пародии и шаржа / Подг. текста, вступ. ст., коммент. Е. В. Хворостьяновой. — Научное издание. — СПб.: Издательство Ивана Лимбаха, 2002. — С. 5—26. — 336 с. — 1,000 экз. — ISBN 5-89059-023-5.
- Е. В. Хворостьянова. Литературная и научная репутация. О книге "Измайлов А. А.: переписка с современниками" // Институт мировой литературы имени А.М. Горького (ИМЛИ РАН) Studia Litterarum : Научный филологический журнал. — М., 2019. — Т. 4, № 4. — С. 362—371. — ISSN (Print) 2541-8564 (Online) 2500-4247 (Print) 2541-8564 (Online). — doi:10.22455/2500-4247-2019-4-4-362-371.